# Jacobine Veenhoven
Jacobine Veenhoven (Laren, 30 januari 1984) is een Nederlands roeister. Zij kwam voor Nederland uit op de Olympische Zomerspelen 2012 bij het onderdeel vrouwen acht met stuurvrouw in Londen, waar zij een bronzen medaille won. In 2009 had zij op de wereldkampioenschappen in Poznań ook reeds brons behaald, eveneens in de acht.
Zij roeide voor KSRV Njord.

## Palmares

### Skiff
- 2008: 12e EK

### Acht met stuurvrouw
- 2007: 7e WK in München
- 2009:  WK in Poznan
- 2011: 5e WK in Bled
- 2012:  Olympische Spelen van Londen

Chantal Achterberg · 
Claudia Belderbos · 
Carline Bouw · 
Sytske de Groot · 
Annemiek de Haan · 
Nienke Kingma · 
Roline Repelaer van Driel · 
Jacobine Veenhoven · 
Anne Schellekens (stuurvrouw)